# Tangara stříbrohrdlá
Tangara stříbrohrdlá (Tangara icterocephala) je druh pestře zbarveného zpěvného ptáka z čeledi tangarovitých (Thraupidae), z rodu Tangara. Tento pestrobarevný pták se vyskytuje na území států Kostarika, Panama a Ekvádor.

## Výskyt a populace

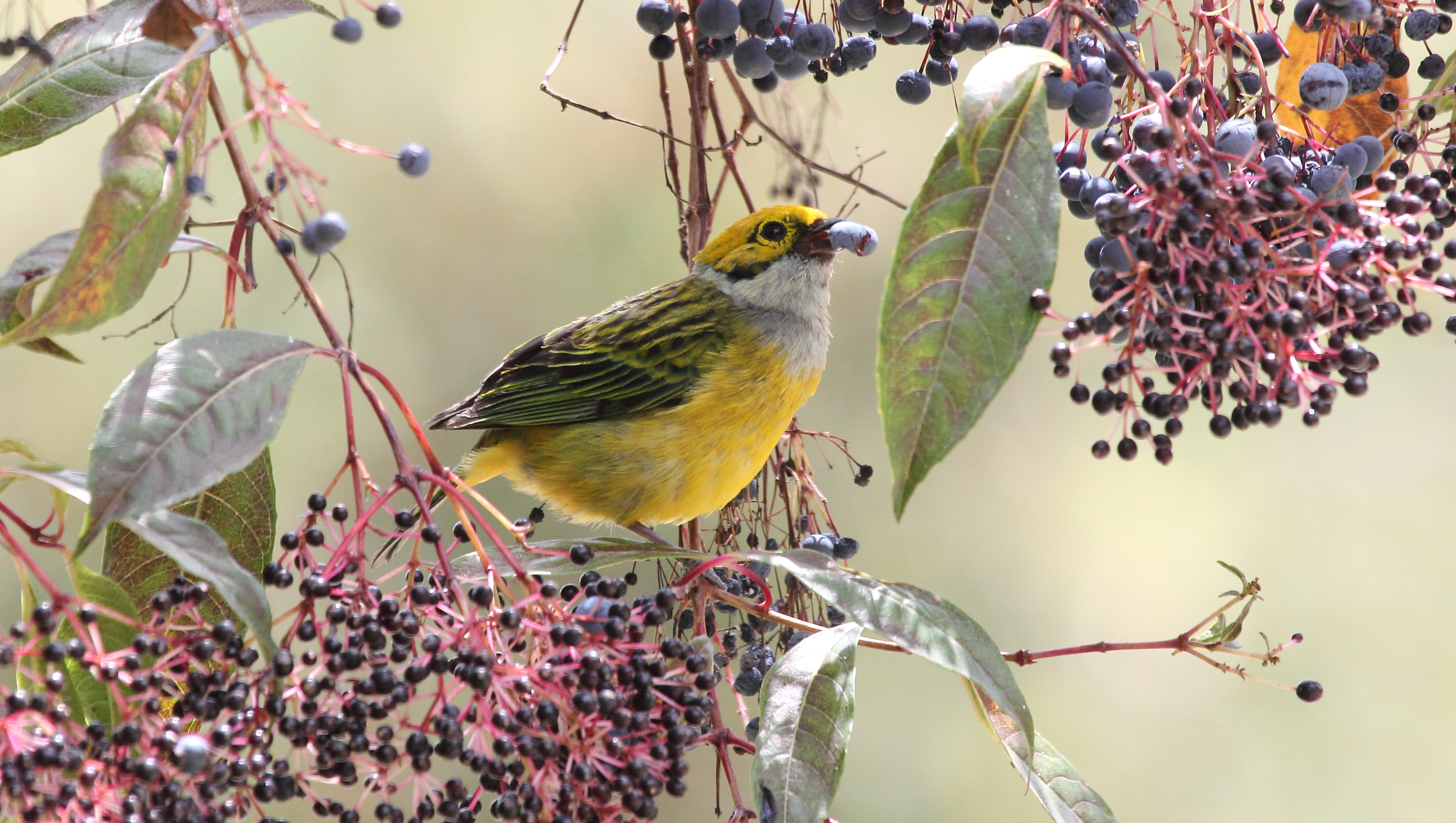
Tangara stříbrohrdlá při krmení

V Kostarice se tangary stříbrohrdlé vyskytují v nadmořských výškách od 600 do 1 700 m n. m. a vyhledávají především vlhké horské lesy v polootevřených oblastech, jako jsou louky nebo okraje lesů. V části areálu výskytu tangar stříbrohrdlých v Jižní Americe se vyskytují v nadmořských výškách do 500 do 1 300 m n. m. Výjimečně je ale lze najít i ve výšce 150 nebo 2 100 m n. m., avšak to jsou pouze výjimky.
Co se týče populace tangar stříbrohrdlých, pak jsou velké a stálé, bez velkých výkyvů. I to dělá z těchto tangar zvířata nechráněná, se statusem dle IUCN málo dotčený.

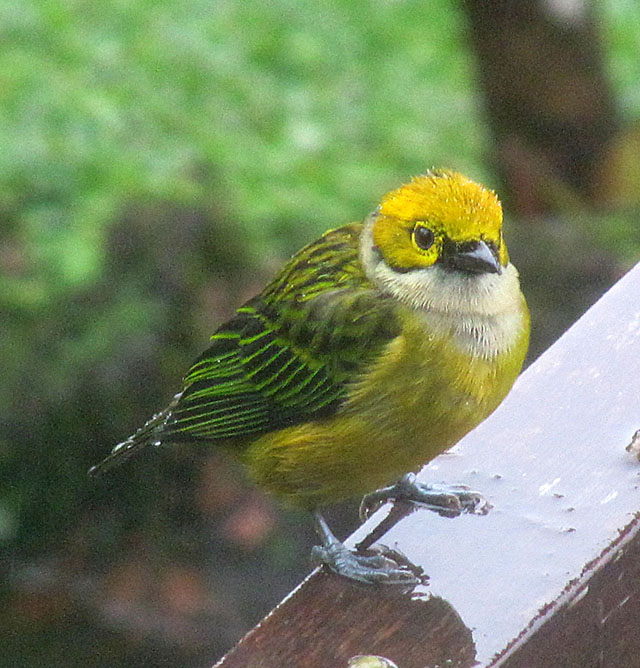
Samička tangary stříbrohrdlé

## Popis
Dospělý jedinec tangary stříbrohrdlé má tělo dlouhé 13 cm a váží okolo 21 g. Samečci jsou převážně žlutí, s černými pruhy na břiše a zádech a bělavým až stříbřitým hrdlem, které je ohraničené tenkým černým pruhem. Křídla a ocas jsou téměř celočerné, se světle zelenými okraji. Tento druh nevykazuje pohlavní dimorfismus a rozlišit pohlaví je poměrně složité i pro zkušeného ornitologa. Jedním z mála faktorů, podle kterých je rozeznání samce od samičky možné, je nazelenalý odstín u samiček, některé mají také kropenaté břicho. Nedospělého jedince lze od dospělých naopa rozpoznat dobře; většina jeho těla je zelená, křídla jsou černá s tmavě zeleným lemováním a místo stříbřitého hrdla jsou celá hruď a krk šedé.
Tangary stříbrohrdlé vydávají zvuk podobný výraznému ostrému bzučivému zzeeep. Jinak ale nezpívají.

## Ekologie
Tangary stříbrohrdlé staví kompaktní hnízdo pohárovitého tvaru, běžné umístění je mezi jedním až třinácti metry nad zemí na větvi stromu. Do tohoto hnízda samička snese většinou dvě až tři hnědě kropenatá vejce. Jedná se o monogamní druh, stejně, jako je tomu u jiných tangarovitých ptáků.
Tangary stříbrohrdlé se sdružují do malých skupin nebo párů, výjimečné není ani soužití s jinými drobnými ptáky. Živí se malými plody nebo bobulemi, které polykají vcelku, hmyzem a pavouky.

## Taxonomie
Druh tangara stříbrohrdlá poprvé popsal Charles Lucien Bonaparte, francouzský ornitolog a příbuzný Napoleona Bonaparta. Stalo se tak roku 1851. V současné době se uvádějí celkem tři poddruhy, které se liší především areálem výskytu: poddruh: Tangara icterocephala frantzii, Tangara icterocephala icterocephala a Tangara icterocephala oresbia